# Synchlora pallida
Synchlora pallida är en fjärilsart som beskrevs av W. Warren 1900. Synchlora pallida ingår i släktet Synchlora och familjen mätare. Inga underarter finns listade i Catalogue of Life.